# Чернушка (приток Чура)
Чернушка — река в Удмуртии. Правый приток реки Чур.
Длина 19 км. Протекает в лесах Якшур-Бодьинского района в центре республики. Почти полностью находится в границах сельского поселения Чуровское, лишь устьевая часть расположена в сельском поселении Чернушинское.
Русло реки извилистое, берега заболочены. В верхнем и среднем течениях направление юго-восточно-восточное, после слияния с крупнейшим притоком (справа) поворачивает на северо-восток.
Перед самым устьем река протекает через озеро, на берегу озера находятся санаторий и база отдыха.
В среднем течении реку пересекает железная дорога Ижевск — Балезино, у железнодорожного моста расположена малая деревня Чернушка при остановочном пункте 105 км. В бассейне реки также расположено село Угловая.